# Peter Salovey
Peter Salovey (21 de fevereiro de 1958) é um psicólogo dos Estados Unidos. Desde 2013 é presidente da Universidade Yale. Salovey é pioneiro e um dos principais investigadores em inteligência emocional.

## Biografia
Obteve um Ph.D. em psicologia clínica na Universidade Yale em 1986, um mestrado em sociologia na Universidade Stanford em 1980. É decano da Escola Graduada das Artes e das Ciências na Universidade Yale, professor da Chris Argyris Psychology, e professor de Epidemiologia e Saúde Pública na Universidade Yale.

## Obra
- Singer, J.A., & Salovey, P. (1993). The remembered self:  Emotion and memory in personality. New York: Free Press.
- Mayer, J.D., Salovey, P., & Caruso, D.R. (2002).  Mayer-Salovey-Caruso Emotional Intelligence Test (MSCEIT): User’s manual. Toronto, Ontario: Multi-Health Systems, Inc.
- Feldman-Barrett, L., & Salovey, P. (Eds.) (2002). The wisdom in feeling: Psychological processes in emotional intelligence. New York:  Guilford Press.
- Salovey, P., Brackett, M.A., & Mayer, J.D. (Eds.) (2004). Emotional intelligence: Key readings on the Mayer and Salovey model. Port Chester, NY: Dude Press.
- Caruso, D.R., & Salovey, P. (2004). The emotionally intelligent manager. San Francisco: Jossey-Bass.